# آندي كيلت
آندي كيلت (بالإنجليزية: Andy Kellett)‏ (10 نوفمبر 1993 ببولتن في المملكة المتحدة - ) هو لاعب كرة قدم بريطاني في مركز الدفاع. لعب مع بولتون واندررز ومانشستر يونايتد وويغان أتلتيك ونادي بليموث أرجايل.

## وصلات خارجية
- آندي كيلت على موقع قاعدة بيانات كرة القدم.إي يو (الإنجليزية)
- آندي كيلت على موقع Soccerbase.com (لاعب) (الإنجليزية)